# Bergen (film)
Bergen är en norsk svartvit dokumentärfilm från 1943 i regi av Harry Ivarson. Filmen är ett slags kulturfilm som visar Bergens belägenhet, historia och arkitektur till musik vald av Carsten Carlsen. Filmen producerades och distribuerades av Norsk Film A/S och fotades av Ottar Gladvedt. Den hade premiär den 6 december 1943 i Norge.